# Karl-Gustav Paul
Karl-Gustav Paul, född 10 december 1919 i Hjärtums församling, Älvsborgs län, död 22 augusti 1990 i Umeå, var en svensk läkare och biokemist. Han disputerade 1954 vid Karolinska institutet, var från 1962–1985 professor i medicinsk kemi vid Umeå universitet och rektor där 1969–1973.
Innan disputationen var Paul verksam som assistent vid Medicinska Nobelinstitutets biokemiska avdelning, som vid den tiden förestods av professor Hugo Theorell, nobelpristagare i medicin 1955.
Pauls egen forskning fokuserade på cellernas förmåga att omsätta syre på molekylnivå. Denna cellandning kräver både transport av syrgas i organismen och enzymer som kan omsätta syret. Theorell var den förste som lyckades rena ett av de proteiner som är involverat i den biologiska oxidationen, nämligen cytochrome c, ett mitokondrieprotein. Paul kunde i sin doktorsavhandling karakterisera den aktiva ytan på proteinet, och hans senare undersökningar resulterade i flera upptäckter om olika oxidoreduktaser och hemeproteiner och deras förmåga att på olika sätt omsätta luftens syre.
Han var dessutom världsledande inom utforskning av enzymgruppen laktoperoxidaser, och innehade tidvis även en professur i biokemi och biofysik vid School of Medicine i Philadelphia, USA, där han hade ett nära samarbete med professor Britton Chance.
Karl-Gustav Paul är gravsatt i minneslunden på Norra kyrkogården på Sandbacka i Umeå.

## Andra uppdrag
- 1981–1989 Preses i Kungliga Skytteanska samfundet i Umeå.